# 高速原子衝撃法

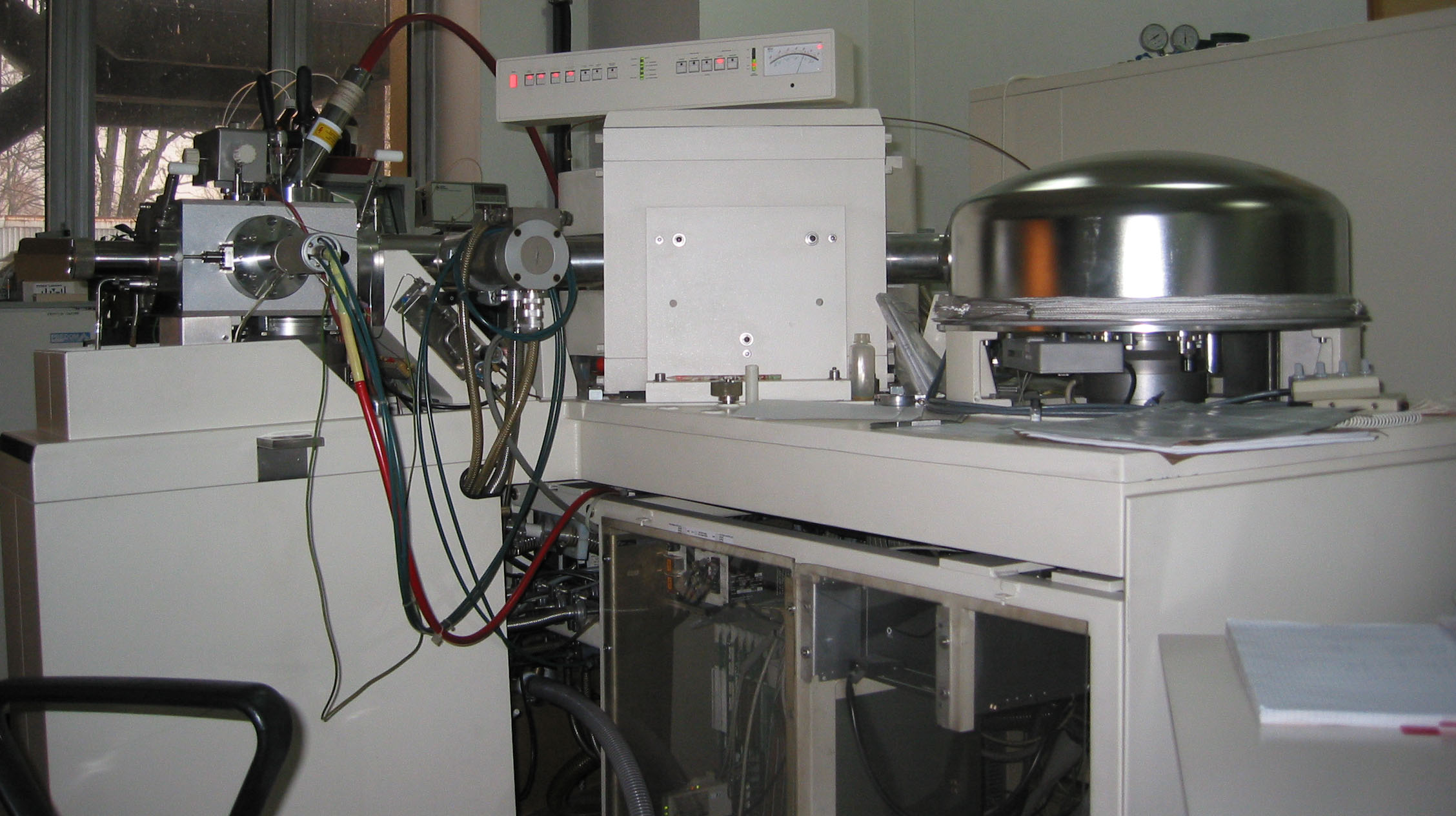
四重極検出器およびFAB/EIイオン源を持つThermoQuest AvantGarde MS。

高速原子衝撃（こうそくげんししょうげき、英: Fast atom bombardment、略称: FAB）法は、質量分析において用いられるイオン化技術の一種である。分析される材料は、マトリックスと呼ばれる不揮発性化学保護環境と混合され、真空下で高エネルギー（4000〜10000電子ボルト）原子線を衝突させられる。原子は通常、アルゴンあるいはキセノンといった不活性ガスが用いられる。一般的なマトリックスとしては、グリセロールやチオグリセロール、3-ニトロベンジルアルコール (3-NBA)、18-クラウン-6エーテル、2-ニトロフェニルオクチルエーテル、スルホラン、ジエタノールアミン、トリエタノールアミンがある。FAB法は二次イオン質量分析法やプラズマ脱離質量分析法と似ている。

## 応用
FABは、比較的ソフトなイオン化法であり、第一に失われた部分のない[M+H]+で表わされるプロトン化分子や[M-H]−といった脱プロトン化分子が産み出される。イオン化産物の性質はエレクトロスプレーイオン化やMALDIと近い。
FAB法の実用化の最初の例は、オリゴペプチドであるエフラペプチンD（efrapeptin D）のアミノ酸配列の解明であった。エフラペプチンDは様々な非常に珍しいアミノ酸残基を含んでいた。